# Syndesinae
Syndesinae — підродина жуків родини рогачів (Lucanidae).

## Опис
Середнього розміру (5-30 мм завдовжки) жуки, самці іноді з сильно збільшеними щелепами. Тіло циліндричне. Голова зверху може бути з рогом у самця або слабким горбком у самиці. Вусики нерізко колінчаті, з 3-члениковою булавою. Очі завжди цілісні. Тазики передніх ніг розділені дуже вузьким переднегрудним відростком.
Личинки яскраві, з тонкими тілом, С-подібні, з великою головною капсулою, але з досить малими щелепами. Мають три пари коротких і потужних ніг.

## Роди
До підродини відноситься 28 видів у 4 родах:
- Syndesinae
  - Ceruchus (15 видів)
  - Psilodon (5 видів)
  - Sinodendron (4 види)
  - Syndesus (4 види)